# ATP Sofia
Das ATP-Turnier von Sofia (offiziell zuletzt Sofia Open) war ein in der bulgarischen Hauptstadt Sofia ausgetragenes Herren-Tennisturnier der ATP Tour. Es wurde von 2016 bis 2023 ausgetragen, auf Hartplätzen in der Halle ausgerichtet und zählte zur Kategorie ATP Tour 250.

## Geschichte
Das Turnier wurde jährlich Anfang Februar nach den Australian Open gespielt. Es löste dabei das Turnier von Zagreb ab. Das Turnier sollte eigentlich 2022 eingestellt werden, übernahm aber für 2023 den Platz der ATP Tel Aviv, das kurzfristig abgesagt wurde.
Austragungsstätte war die Arena Sofia.

## Siegerliste
Der Italiener Jannik Sinner gewann das Turnier zweimal im Einzel, der Niederländer Matwé Middelkoop zweimal im Doppel, damit sind sie jeweils Rekordsieger.

### Einzel
| Jahr | Sieger                | Finalgegner      | Finalergebnis   |
| ---- | --------------------- | ---------------- | --------------- |
| 2023 | Adrian Mannarino      | Jack Draper      | 7:66, 2:6, 6:3  |
| 2022 | Marc-Andrea Hüsler    | Holger Rune      | 6:4, 7:68       |
| 2021 | Jannik Sinner (2)     | Gaël Monfils     | 6:3, 6:4        |
| 2020 | Jannik Sinner (1)     | Vasek Pospisil   | 6:4, 3:6, 7:63  |
| 2019 | Daniil Medwedew       | Márton Fucsovics | 6:4, 6:3        |
| 2018 | Mirza Bašić           | Marius Copil     | 7:66, 6:74, 6:4 |
| 2017 | Grigor Dimitrow       | David Goffin     | 7:5, 6:4        |
| 2016 | Roberto Bautista Agut | Viktor Troicki   | 6:3, 6:4        |

### Doppel
| Jahr | Sieger                               | Finalgegner                          | Finalergebnis     |
| ---- | ------------------------------------ | ------------------------------------ | ----------------- |
| 2023 | Gonzalo Escobar Alexander Nedowessow | Julian Cash Nikola Mektić            | 6:3, 3:6, [13:11] |
| 2022 | Rafael Matos David Vega Hernández    | Fabian Fallert Oscar Otte            | 3:6, 7:5, [10:8]  |
| 2021 | Jonny O’Mara Ken Skupski             | Oliver Marach Philipp Oswald         | 6:3, 6:4          |
| 2020 | Jamie Murray Neal Skupski            | Jürgen Melzer Édouard Roger-Vasselin | kampflos          |
| 2019 | Nikola Mektić Jürgen Melzer          | Hsieh Cheng-peng Christopher Rungkat | 6:2, 4:6, [10:2]  |
| 2018 | Robin Haase Matwé Middelkoop (2)     | Nikola Mektić Alexander Peya         | 5:7, 6:4, [10:4]  |
| 2017 | Viktor Troicki Nenad Zimonjić        | Michail Jelgin Andrei Kusnezow       | 6:4, 6:4          |
| 2016 | Wesley Koolhof Matwé Middelkoop (1)  | Philipp Oswald Adil Shamasdin        | 5:7, 7:69, [10:6] |